# 애란원
애란원은 서울특별시 서대문구 대신동에 위치한 미혼모 생활 시설이다. 미국 장로교 선교사 반애란이 가출소녀와 윤락여성의 선도보호와 자립을 목적으로 1960년에 설립되었다. 